# Orlando Brown
Orlando Brown (født 4. december 1987) er en amerikansk skuespiller og musiker. Han har tidligere spillet 3J i Family Matters, Eddie Thomas i Thats So Raven, Tiger i Major Payne, og Nelson i The Jamie Foxx Show. Han lagde også stemme til Sticky Webb i den animerede tv-serie Den stolte familie.